# Medium (sztuka)
Medium - tworzywo oraz materia dzieła sztuki. Pojęcie to obejmuje podstawowe dziedziny artystyczne, jak np. malarstwo, rzeźbę czy taniec, jednak każde z tych pojęć zawiera w sobie także inne media artystyczne, na przykład malarstwo akwarelowe czy ceramikę.
Medium artystyczne w kontekście strukturyzacji dziedzin sztuki to pojęcie, które pojawia się w XVIII w., na skutek próby identyfikacji poszczególnych tworzyw wykorzystywanych do tworzenia dzieł sztuki, a także dziedzin sztuki samych w sobie, w celu określenia norm i standardów, według których można je krytycznie oceniać. Wcześniej to pojęcie dotyczyło wyłącznie tzw. mediów malarskich (ówcześnie odnosząc się głównie do tych podstawowych, takich jak olej czy woda).
W przypadku użycia więcej niż jednego medium w zakresie jednej pracy (np. w ramach asamblażu czy instalacji), można mówić o pracy wykonanej w technice mix-media.

## Lista mediów artystycznych

### Malarstwo
- Akryl
- Akwarela
- Gwasz
- Tempera
- Enkaustyka
- Fresk
- Graffiti

### Rzeźba
- Marmur
- Brąz
- Drewno
- Kamień
- Gips

- Metal
- Tworzywa sztuczne (np. żywica epoksydowa)
- Szkło
- Papier maché
- Ceramika

Nowoczesne techniki rzeźbiarskie
- Ready-made
- Druk przestrzenny

### Rysunek
Podstawowe narzędzia
- Ołówek
- Węgiel
- Tusz (pióro, rapidograf)
- Pastele (suche, olejne)
- Kredka

Inne techniki rysunkowe
- Sgraffito
- Flamaster
- Rysunek na folii lub szkle

### Fotografia
- Fotografia analogowa (ciemnia, polaroid)
- Fotografia cyfrowa
- Fotografia abstrakcyjna(inne języki)
- Makrofotografia
- Mikrofotografia

### Grafika warsztatowa
- Litografia
- Drzeworyt
- Linoryt
- Mezzotinta
- Akwaforta

### Sztuka cyfrowa i multimedia
- Animacja komputerowa
- Digital painting
- 3D Mapping
- Sztuka w wirtualnej rzeczywistości
- Pixel art

### Performance i sztuka ciała
- Performance
- Bodypainting
- Tatuaż

### Tekstylia i rękodzieło
- Tkanina artystyczna
- Haft
- Mozaika
- Plecionkarstwo

### Sztuka konceptualna i eksperymentalna
- Instalacja artystyczna
- Sztuka ziemi
- Asamblaż
- Kolaż

### Sztuka użytkowa
- Witraż
- Meblarstwo
- Biżuteria